# 진재혁
진재혁(1995년 3월 9일 ~)은 스코어본 하이에나들의 야구 선수다.

## 출신 학교
- 동자초등학교
- 건국대학교사범대학부속중학교
- 선린인터넷고등학교

## 등번호
- 98 (2014)
- 115 (2015)
- 125 (2018)
- 46 (2019)
- 11 (2020)